# Atractus duboisi
Espèce
Synonymes
- Rhabdosoma duboisi Boulenger, 1880

Atractus duboisi est une espèce de serpents de la famille des Dipsadidae.

## Répartition
Cette espèce est endémique d'Équateur.

## Étymologie
Cette espèce est nommée en l'honneur de Charles Frédéric Dubois.

## Publication originale
- Boulenger, 1880 : Reptiles et Batraciens recueillis par M. Emile de Ville dans les Andes de l'équateur. Bulletin de la Société Zoologique de France, vol. 5, p. 41-48 (texte intégral).